# Jonílson Clovis Nascimento Breves
Jonílson Clovis Nascimento Breves, genannt Jonílson, (* 28. November 1978 in Pinheiral, RJ) ist ein ehemaliger brasilianischer Fußballspieler.

## Karriere
Mit dem Gewinn der Taça Guanabara 2005 in Rio Janeiro mit dem Volta Redonda FC, machte er die Erstligaklubs auf sich aufmerksam. Im selben Jahr wurde er vom Botafogo FR aus Rio de Janeiro verpflichtet, verließ den Club aber wieder nach einer Saison. Seine nächste Stadion war der Cruzeiro EC aus Belo Horizonte. Mit diesem konnte er die Staatsmeisterschaft von Minas Gerais gewinnen, sich aber nicht entscheidend im Team durchsetzen. Bereits zur Saison 2007 wurde er zum Vegalta Sendai nach Japan verkauft. Von hier kam er nach einem Jahr wieder nach Brasilien zurück, um immer wieder kurze Zeiten bei verschiedenen Vereinen zu spielen. So unterschrieb er im November 2019 einen Vertrag beim Guapore FC für 2020.

## Erfolge
Volta Redonda
- Taça Guanabara: 2005

Cruzeiro
- Staatsmeisterschaft von Minas Gerais: 2006

Atlético Mineiro
- Staatsmeisterschaft von Minas Gerais: 2010